# Derolus dilatatus
Derolus dilatatus es una especie de escarabajo longicornio del género Derolus, tribu Cerambycini, subfamilia Cerambycinae. Fue descrita científicamente por Chevrolat en 1856.

## Descripción
Mide 9-15 milímetros de longitud.

## Distribución
Se distribuye por Camerún, Costa de Marfil, Gabón, Ghana, Guinea, Guinea Ecuatorial, Nigeria, República Democrática del Congo, República del Congo y Ruanda.